# Emma Plasschaert
Emma Plasschaert (Oostende, 1 november 1993) is een Belgisch zeilster.

## Levensloop
In 2018 werd Plasschaert wereldkampioen zeilen in de Laser Radiaal. Ze behaalde daarmee de eerste Belgische wereldtitel in het zeilen. Drie jaar later won ze een tweede wereldtitel in diezelfde klasse.

## Palmares
In al deze wedstrijden nam ze deel in de Laser Radiaal.
2024
- WK Mar del Plata
- 7de Olympische spelen Paris (Marseille)

2023
- 8e EK Andora

2022
- WK Trinity Bay

2021
- WK Al-Mussannah
- 4e Olympische Zomerspelen

2019
- EK Porto

2018
- WK Aarhus
- EK La Rochelle
- Wereldbeker Miami
- Wereldbeker Marseille

2017
- Wereldbeker Gamagori
- 9e Wereldbeker Hyères
- 6e Wereldbeker Miami

2016
- Wereldbeker Melbourne
- 4e Wereldbeker Weymouth
- 5e Wereldbeker Miami

2015
- 18e WK Al Batinah
- 5e Wereldbeker Hyères

2014
- 10e WK Santander

2013
- 10e WK Rizhao

## Privé
Ze is gehuwd met Australisch zeiler Matt Wearn.